# Салфер (Оклахома)
Салфер (англ. Sulphur) — місто (англ. city) в США, в окрузі Маррі штату Оклахома. Населення — 5065 осіб (2020).

## Географія
Салфер розташований за координатами 34°30′50″ пн. ш. 96°58′11″ зх. д. / 34.51389° пн. ш. 96.96972° зх. д. (34.513928, -96.969671).  За даними Бюро перепису населення США в 2010 році місто мало площу 17,83 км², з яких 17,36 км² — суходіл та 0,47 км² — водойми.

## Демографія
Згідно з переписом 2010 року, у місті мешкало 4929 осіб у 1905 домогосподарствах у складі 1228 родин. Густота населення становила 276 осіб/км².  Було 2311 помешкання (130/км²).
Расовий склад населення:
| - 75,7 % — білих - 12,8 % — корінних американців - 1,0 % — чорних або афроамериканців - 0,4 % — азіатів - 0,1 % — вихідців з тихоокеанських островів - 3,0 % — осіб інших рас |

До двох чи більше рас належало 6,9 %. Частка іспаномовних становила 7,9 % від усіх жителів.
За віковим діапазоном населення розподілялося таким чином: 24,6 % — особи молодші 18 років, 59,0 % — особи у віці 18—64 років, 16,4 % — особи у віці 65 років та старші. Медіана віку мешканця становила 38,5 року. На 100 осіб жіночої статі у місті припадало 100,7 чоловіків;  на 100 жінок у віці від 18 років та старших — 99,1 чоловіків також старших 18 років.
Середній дохід на одне домашнє господарство  становив 49 581 долар США (медіана — 40 653), а середній дохід на одну сім'ю — 57 575 доларів (медіана — 50 852). Медіана доходів становила 31 555 доларів для чоловіків та 30 042 долари для жінок. За межею бідності перебувало 21,2 % осіб, у тому числі 33,1 % дітей у віці до 18 років та 10,3 % осіб у віці 65 років та старших.
Цивільне працевлаштоване населення становило 2206 осіб. Основні галузі зайнятості: освіта, охорона здоров'я та соціальна допомога — 18,7 %, мистецтво, розваги та відпочинок — 17,8 %, роздрібна торгівля — 11,7 %, виробництво — 8,8 %.